# Torre di via Alamanni
La torre di via Alamanni è un edificio per abitazioni e uffici situato a Firenze, tra via Luigi Alamanni e via Jacopo da Diacceto.
Il complesso venne progettato da Italo Gamberini nel 1957 ed è composta da una torre d'angolo adibita a uffici, a cui sono affiancati due corpi di fabbrica più bassi, destinati a residenza. La superficie esterna è trattata in maniera omogenea, con ampie finestre a nastro, mentre all'ultimo piano si trova un moderno loggiato. La torre caratterizza lo scorcio urbanistico del lato sud della stazione di Santa Maria Novella, ponendosi suggestivamente come raccordo visivo al bivio di due strade.
Attualmente è di proprietà e ospita gli uffici della CNA Toscana.